# NGC 4147
NGC 4147 è il codice identificativo del New General Catalogue di un ammasso globulare di stelle situato nella costellazione boreale della Chioma di Berenice.

## Scoperta
L'ammasso è stato scoperto il 14 marzo 1784 dall'astronomo britannico William Herschel che lo descrisse come "molto brillante, piuttosto vasto, gradualmente più brillante nel centro".

## Caratteristiche
Ha una magnitudine visuale apparente di 10,7 ed è situato a circa 60.000 anni luce dal Sole alla latitudine galattica relativamente elevata di 77,2°.
Si tratta di un ammasso globulare relativamente piccolo, classificato al 112º posto nella lista di luminosità degli ammassi globulari della Via Lattea. Viene considerato di tipo OoI nella lista di Oosterhof, nonostante abbia una metallicità relativamente bassa. Infatti viene considerato come l'ammasso globulare di tipo OoI con il più basso contenuto di metalli.
Al suo interno sono presenti 19 stelle candidate come variabile RR Lyrae e 23 vagabonde blu. Una elevata proporzione di queste ultime sono concentrate in prossimità del denso nucleo dell'ammasso, il che è in linea con l'ipotesi che le vagabonde blu si formino attraverso la fusione stellare.

## Posizione
NGC 4147 si trova a circa 70,4 ± 7,5 kly (21,6 ± 2,3 kpc) dal centro galattico, in posizione relativamente isolata dagli altri ammassi globulari della galassia.
La posizione di NGC 4147 lo rende un candidato ideale per l'associazione con la Corrente stellare del Sagittario, per cui potrebbe essere stato catturato dalla Via Lattea dopo la separazione dalla Galassia Nana Ellittica del Sagittario. Una mappa dei contorni dell'ammasso mostra bracci a forma di S che si estendono a nord e sud per una lunghezza di parecchi raggi. Queste caratteristiche sono quelle previste per gli ammassi globulari che seguono orbite ellittiche e si trovano in prossimità di uno dei loro apsidi.